# Morris Viteles
Morris Viteles, ameriški psiholog, * 1. maj 1898, Rusija, † 7. december 1996, ZDA.
Morris Viteles je bil začetnik medkulturne psihologije dela in organizacije. Uvedel je model znanstvenik-praktik in  psihografsko metodo za analizo dela. Prav tako je ustanovil prvo kliniko za poklicno svetovanje in izdal prvi moderen učbenik na področju dela in organizacije .

## Zgodnja leta in šolanje
Morris Viteles se je rodil 21.3.1898 v Rusiji. Njegova družina se je kmalu izselila najprej v Anglijo in potem v Filadelfijo. Dečkov potencial je bil hitro opažen in diplomiral je pri 16ih letih. Leta 1915 je postal član univerze v Pensilvaniji in diplomiral iz zgodovine. Magistriral je leta 1918 prav tako iz zgodovine in nadaljeval delo na univerzi, tokrat na psihološkem oddelku. Njegov mentor je bil Lightner Witmer. Doktoriral je leta 1921, pri 23ih letih.

Kmalu po opravljenem doktoratu je bil vpoklican v študentsko vojaško organizacijo (angl. Student Army Training Corps), katere glavni namen je bil treniranje vojske. To je bila najboljša popotnica za razvoj njegove profesionalne kariere, saj je lahko nadaljeval s svojimi študijami. Univerzitetni oddelek za psihologijo je bil usmerjen precej eksperimentalno, kar je še bolj poglobilo Vitelesovo zanimanje za industrijsko psihologijo. K temu je pripomoglo tudi to, da se je oddelek osredotočal bolj na posameznika kot na celoto. Witmer, ki so ga označili za očeta klinične psihologije, je predaval s tega vidika. Prav ta usmeritev je Vitelesu pomagala, da je še bolj poglobil svoje zanimanje za posameznike znotraj organizacije, zaradi česar se je, kot je sam dejal: 
"Zavedel razburljive privlačnosti industrijske psihologije." 

## Delo izven univerze
Prva izmed treh priložnosti za delo na terenu se je pojavila leta 1919 v sodelovanju z Zveznim uradom za poklicno rehabilitacijo (angl. Federal Bureau of Vocational Rehabilitation), druga pa je prišla v obliki sodelovanja v skupini, ki je  raziskovala karierno svetovanje.  Ti dve izkušnji sta Vitelesu omogočili, da je leta 1921 ustanovil Kliniko za poklicno usmerjanje.  Viteles je deloval kot direktor klinike do poznih 50ih let. Tretja priložnost se je ponudila leta 1920 in sicer je bil to raziskovalni projekt, ki ga je Viteles opravil za tovarno letal ameriške mornariške ladjedelnice v Filadelfiji.
Leta 1920 je Viteles prejel prvo ponudbo za službo plačanega svetovalca. Električno podjetje iz Milwakueeja, (angl. The Milwaukee Electric Railway and Light company) ga je najelo za  razvoj in validacijo selekcijskega instrumenta za voznika tramvaja, ki je kasneje tudi nosil njegovo ime (angl. Viteles Motorman Selection Test ) in so ga uporabljali vrsto let. Viteles je na tem mestu opravil tudi pionirsko delo v analizi svoje psihografske metode za analizo dela.
Ti dogodki označujejo začetek desetletja (1923-1934), ki ga Viteles poimenuje za najbolj produktivnega v svoji karieri. Zelo si je prizadeval za razširitev zavedanja o industrijski psihologiji in izpostavitev številnih vidikov. Po prvih izkušnjah v industriji in doktoratu je bil nagrajen s štipendijo organizacije American Field Service za preučevanje v Evropi med letoma 1922 in 1923.  To je bil precej vznemirljiv čas za industrijskega psihologa, saj je področje dela napredovalo z razmeroma hitro hitrostjo, k čemur je deloma pripomogla tudi prva svetovna vojna. Po vrnitvi iz Evrope se je ponovno posvetil poučevanju na univerzi v Pensilvaniji. Kljub temu pa je bila njegova predanost do industrije tista, ki se je razcvetela v tem času. Leta 1924 je začel sodelovati s podjetjem Yellow Cab iz Filadelfije. Večina njegovega dela je obsegala selekcijske postopke. Deloval pa je še na dveh področjih in sicer preprečevanje nesreč in delovna razmerja. Leta 1927 pa je s podjetjem prekinil sodelovanje.
Ena izmed Vitelesovih večjih predanosti je bilo delo za filadelfijsko električno podjetje (angl. Philadelphia Electric Company). Z njimi je sodeloval od leta 1927 in se upokojil leta 1964. V skoraj 40ih letih dela z organizacijo, je Viteles razvil in potrdil večino selekcijskih testov, ki jih je podjetje uporabljalo, poleg tega pa je tudi razvil, upravljal in ocenil intenzivne programe usposabljanja za različna delovna mesta v podjetju. Skozi ves ta čas pa Viteles ni deloval samo v industriji in na univerzi, ampak je napisal tudi nekoliko publikacij, ki so postale prvinske na področju poklicnega usmerjanja in industrijske psihologije. Napisal je več učbenikov o poklicnem usmerjanju, pri čemer je bil najbolj opazen učbenik Poklicno usmerjanje po vsem svetu (angl. Vocational Guidance Throughout the World), ki ga je leta 1938 napisal skupaj s Franklinom Kellerjem. V sredini 30ih let pa se je njegovo zanimanje za karierno svetovanje začelo postopoma zmanjševati in njegove raziskave, ter objave, so se usmerile na področje industrijske psihologije.

## Najpomembnejše delo
Leta 1932 so objavili Vitelesov najbolj znan učbenik, Industrijska psihologija, ki je tri desetletja veljal za biblijo na področju industrijske psihologije. Učbenik izrecno obravnava teme in pomembna vprašanja, ki so bila v prejšnjih besedilih zanemarjena.

## Raziskovalno delo v tujini
Med letoma 1934 in 1935 je Viteles prejel štipendijo družboslovnega raziskovalnega sveta (angl. Social Science Research Council Fellowship) za študijo v ZSSR (Zveza sovjetskih socialističnih republik). V svojem času preživetem v ZSSR je pridobil veliko, saj je bilo raziskovanje bolj osredotočeno na prepletanje družbenih, ter političnih zadev z industrijsko psihologijo. Viteles je zelo cenil svoje izkušnje, ne samo v ZSSR, ampak tudi drugje po Evropi. Vinchur and Koppes ga označujeta za pionirja v internalizaciji psihologije dela in organizacije, in res je, da je zelo trdno delal za premostitve razlik, ne samo med različnimi vidiki psihologije (klinični, metodološki), ampak tudi med različnimi kulturami in pristopi narodov na tem področju.

## Vrnitev v ZDA
Po vrnitvi v ZDA je Viteles nadaljeval delo na svojih prejšnjih zadolžitvah: v podjetju Yellow Cab, v podjetju Philadelphia Electric, in na univerzi v Pensilvaniji. Poleg tega je z začetkom leta 1940 postal vpleten tudi v številne vojaške projekte, ki so trajali po drugi svetovni vojni. V tem času je svetoval različnim vojaškim enotam ZDA v okviru Nacionalnega raziskovalnega odbora za obrambo (angl. National Defense Research Committee (NDRC)) in Urada za znanstveno raziskovanje in razvoj (angl. Office of Scientific Research and Development (OSRD)). Vitelesovo najbolj trajno sodelovanje z vojsko je bilo z Nacionalnim odborom za raziskave (angl. National Research Council Committee). V kasnejših letih je Viteles svoje delo z vojsko opisoval z velikim ponosom, saj je čutil, da je v okviru svojega poklica nekaj prispeval k državi.
Ob koncu svojega služenja je nadaljeval s polnim delovnim časomv akademski sferi in praksi. Začel je tudi revizijo učbenika Industrijska psihologija. Menil je, da je treba dodati še dodatno poglavje, ki bi obravnavalo temo motivacije, za kar so se v tistem času precej zanimali. Vendar pa se je v procesu raziskovanja za knjigo odločil, da bo izdal novo knjigo z naslovom Motivacija in morala v industriji. Nastalo besedilo je bilo kar tri desetletja prva celovita in samostojna publikacija, ki obravnava motiviranje zaposlenih.

## Humanistični pristop
Svoje zanimanje za humanizem je pripisal delu s podjetjem Bell Telephone v začetku 50ih let. Najeli so ga za svetovanje zaradi vse večjega porasta dolgčasa zaposlenih. Težavo je odpravil s tehnikami širitve mest in večjega sodelovanja, ter vlaganja v delo zaposlenih. Sodeloval je tudi pri projektu prek katerega je še dodatno vključil zaposlene v sprejemanje odločitev za upravljanje. Poleg tega pa je uprava podjetja ponudila še usposabljanje drugih vodstvenih kadrov v sodelovanju z univerzo. Vitelesu se je dodatno izobraževanje zdelo zelo smiselno in dobrodošlo, saj je velikokrat dejal, da je pogosta in upravičena kritika visokega šolstvo ta, da povečanje znanja ne vodi k povečanju modrosti. Napredek k modrosti torej ni odvisen izključno od predmeta, ampak se morda nanaša bolj na duh in cilje poučevanja. Iz teh izjav je razvidna Vitelesova nagnjenost k holističnemu oz. celostnemu pristopu k poučevanju in kaže na njegovo progresivno mišljenje. Zelo je poudarjal tudi pomen upravljanja s človeškimi viri.

## Upokojitev
Univerzi je posvetil pol stoletja in se leta 1968 pri 70ih letih upokojil. Prav tako je opustil predsedstvo Mednarodne zveze za aplikativno psihologijo (IAAP). V zadnjih letih svojega življenja se je posvečal pisanju in izdal prenovljeno izdajo učbenika Industrijska psihologija. Prav tako so ga prosili, da bi napisal dva avtobiografska eseja o svojem življenju in delu, ki so ju objavili leta 1967 in 1974. Kmalu po njegovi upokojitvi je Viteles prejel številne pohvale, tudi zlato medaljo APA-e in častno članstvo v različnih evropskih psiholoških združenjih. Viteles je preostanek življenja preživel s svojo ženo Rebecco in umrl 7.12.1996, pri 98ih letih.